# George Rodger
Pour les articles homonymes, voir Rodger.
George Rodger, né le 19 mars 1908 à Hale (Cheshire) et mort le 24 juillet 1995 à Smarden (Kent), est un photographe  de guerre britannique, cofondateur de l'agence photographique  Magnum.

## Biographie
George Rodger naît le 19 mars 1908 à Hale, dans le Cheshire, de parents écossais.
Il étudie à l'école St. Bees de Cumberland. Il rejoint la marine marchande britannique et navigue autour du monde. Durant cette période, Rodger écrit le récit de ses voyages et apprend, en autodidacte, la photographie pour les illustrer. Il ne réussit cependant pas à les faire publier.
En 1929, il part aux États-Unis, où il vit de différents travaux en raison de la Grande Dépression, puis retourne en Grande-Bretagne en 1936. À Londres, il trouve du travail pour le magazine The Listener de la BBC. En 1938, il travaille brièvement pour l'agence Black Star.
Durant la Seconde Guerre mondiale, George Rodger ressent le besoin de faire la chronique des événements. Ses photographies du Blitz lui valent un poste de correspondant de guerre pour le magazine Life,, basé aux États-Unis. Rodger couvre la guerre en Afrique de l'Ouest et la libération de la Belgique et des Pays-Bas. Il couvre également la retraite des forces britanniques en Birmanie,.
Rodger est l'un des nombreux photographes à entrer dans le camp de concentration de Bergen-Belsen en 1945,, il est cependant le premier membre de l'unité de photographie et de cinéma de l'armée britannique à y avoir accès. Ses photographies des survivants et des piles de cadavres sont publiées dans les magazines Life et Time et ont fortement contribué à montrer la réalité des camps de la mort. Il a plus tard raconté comment, après avoir passé plusieurs heures dans le camp, il fut consterné de se rendre compte qu'il avait passé la plupart de son temps à chercher des compositions graphiquement réussies des tas de corps se trouvant parmi les arbres et les bâtiments,. Cette expérience traumatisante le conduit à conclure qu'il ne peut plus travailler comme correspondant de guerre,. Quittant Life, il voyage à travers l'Afrique et le Moyen-Orient, en continuant à documenter la faune et les peuples de ces régions.
En 1947, Rodger devient l'un des membres fondateurs de l'agence photographique Magnum. Au cours des trente années suivantes, il travaille comme photographe indépendant, effectuant de nombreuses expéditions et missions pour photographier les peuples, les paysages et la nature des nations africaines,. Une grande partie de son travail photojournalistique en Afrique est publiée dans le magazine National Geographic ainsi que dans plusieurs autres magazines et journaux.
Tout au long de sa carrière, George Rodger a toujours cherché à documenter l'expérience humaine, qu'il s'agisse des horreurs de la guerre ou de la beauté de la vie quotidienne. Il croyait que la photographie avait le pouvoir de changer le monde et de provoquer un changement social, et son travail continue d'inspirer et d'informer les photographes et photojournalistes d'aujourd'hui.
Il meurt le 24 juillet 1995 à Smarden, dans le Kent.
A l'occasion du centenaire de sa naissance, une rétrospective de l'œuvre de Rodger s'est tenue à l'Imperial War Museum North en 2008.

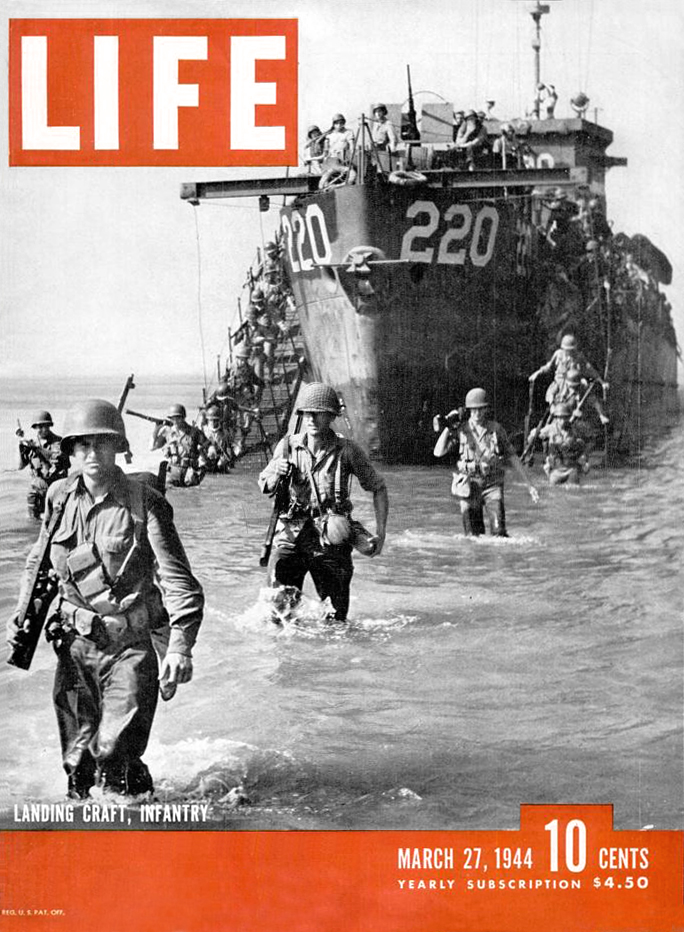
Couverture de Life, 27 mars 1944
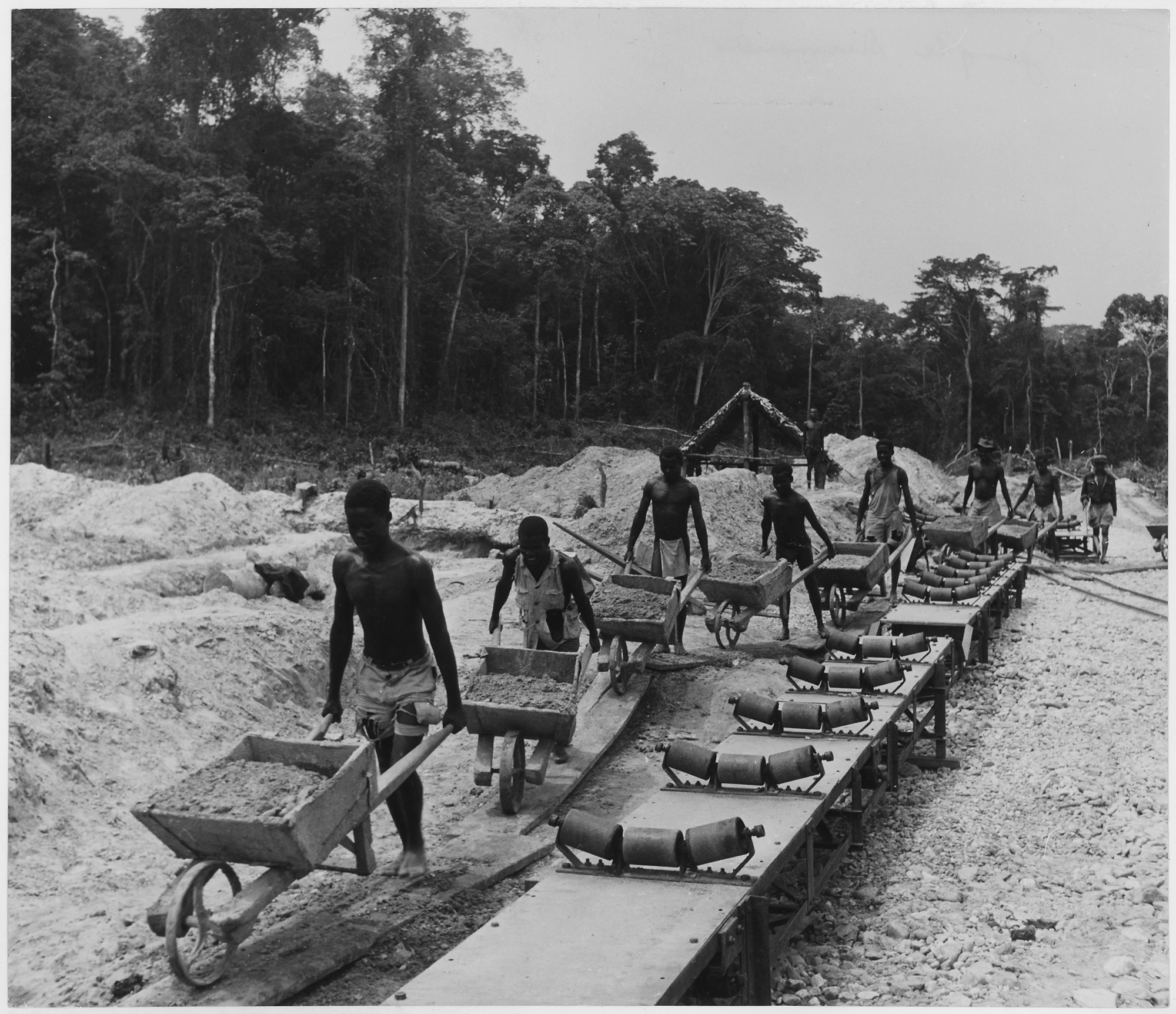
Afrique-Équatoriale française, ca.1950
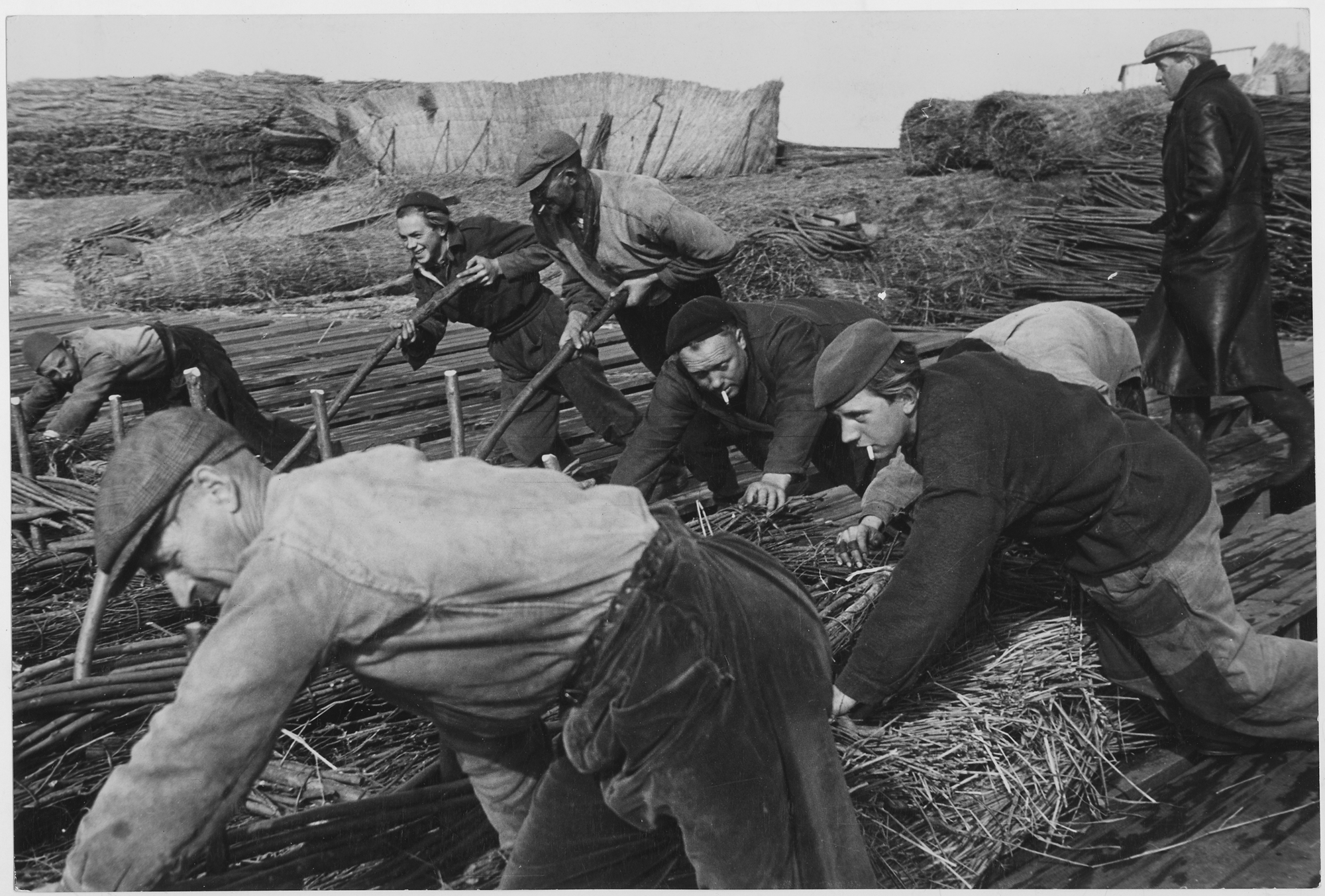
Flevoland, ca,1950

## Expositions
| Année | Lieu                                                     |
| ----- | -------------------------------------------------------- |
| 1974  | Photographer’s Gallery, Londres                          |
| 1975  | City Library, Canterbury                                 |
| 1978  | University of South Africa                               |
| 1979  | Photographer’s Gallery, Londres                          |
| 1979  | FNAC Montparnasse, Paris                                 |
| 1982  | Musée de Grenoble                                        |
| 1982  | Contrast Gallery, Londres                                |
| 1982  | Photogallery, St Leonards-on-Sea                         |
| 1984  | Galerie Magnum, Paris                                    |
| 1984  | Galerie Espace Image, Marseille                          |
| 1985  | Ecole Régionale des Beaux-Arts, Dunkerque                |
| 1985  | FNAC Montparnasse, Paris                                 |
| 1986  | Amsterdam Photo                                          |
| 1986  | Musée des Beaux-Arts, Angoulême                          |
| 1986  | Cypress National Bank, Nicosie et Limassol               |
| 1987  | Photographer’s Gallery, Londres                          |
| 1988  | Mid-Pennine Arts, Burnley                                |
| 1988  | The Metropole, Folkestone                                |
| 1988  | Anthropological Museum, University of Aberdeen           |
| 1989  | Oriel Clywd, Wrexham                                     |
| 1989  | Bolton Art Gallery                                       |
| 1989  | Wakefield Art Gallery                                    |
| 1990  | Musée d’Elysées, Lausanne                                |
| 1990  | Musée de la Photographie, Charleroi                      |
| 1990  | Astley-Cheetham Gallery, Stalybridge                     |
| 1990  | Stockport Arts Centre                                    |
| 1990  | Picto Bastille, Paris                                    |
| 1990  | National Museum of Film, Photography and TV, Bradford    |
| 1990  | Navy Museum, Washington DC                               |
| 1990  | Le Port, La Réunion                                      |
| 1991  | Guillaume Gallozzi Gallery, New York                     |
| 1991  | Portfolio Gallery, Edinbourg                             |
| 1991  | 9e Festival Photographique de Bretagne, Lorient          |
| 1992  | Churchill House, Londres                                 |
| 1993  | Kent Institute of Art and Design, Maidstone et Rochester |
| 1993  | Vision Gallery, San Francisco                            |
| 1994  | Lichtbild Gallery, Université de Brême                   |
| 1994  | Université du Kent, Canterbury                           |
| 1994  | Royal Photographic Society, Bath                         |
| 1995  | Barbican Art Gallery, Londres                            |
| 1996  | Kent Library, Ashford                                    |
| 1996  | Promenade des Anglais, Nice                              |
| 1996  | National Gallery of Scotland, Edinbourg                  |
| 1996  | Birmingham Art Gallery, Birmingham                       |
| 1998  | The Photographer’s Gallery Print Room, Londres           |
| 1999  | G. Ray Hawkins Gallery, Santa Monica (Californie)        |
| 1999  | Focus Gallery, Londres                                   |
| 2000  | Galerie Doisneau, Paris                                  |
| 2000  | Barry Singer Gallery, Petaluma (Californie)              |
| 2000  | Leica Gallery, New York                                  |
| 2004  | Brunei Gallery, Londres                                  |
| 2004  | Photo Gallery International, Tokyo                       |
| 2008  | Imperial War Museum North, Manchester                    |
| 2009  | VersicherungsKammer Bayern, Munich                       |
| 2009  | Stephan Hoffman Gallery, Munich                          |
| 2009  | La Gacilly, Bretagne                                     |
| 2010  | Diemarnoble Gallery, Londres                             |
| 2010  | Base sous-marine, Bordeaux                               |
| 2013  | West End House Gallery, Smarden, Kent                    |
| 2017  | Serena Morton Gallery, Londres                           |
| 2018  | David Hill Gallery, Londres                              |
| 2021  | Exposure 2021, Expo Centre Sharjah, Dubai                |

## Prix et récompenses
- 1985 : Premier prix de l'exposition Peace in the World, Moscou
- 1993 : Fellow du Kent Institute of Art and Design (en) (honoraire)
- 1993 : Fellow de la Royal Photographic Society
- 1994 : Docteur en Littérature (honoraire), Université du Kent
- 1995 : Doctor of Letters (honoraire), Université du Staffordshire